# Phrygie
 (novembre 2023).
Si vous disposez d'ouvrages ou d'articles de référence ou si vous connaissez des sites web de qualité traitant du thème abordé ici, merci de compléter l'article en donnant les références utiles à sa vérifiabilité et en les liant à la section « Notes et références ».

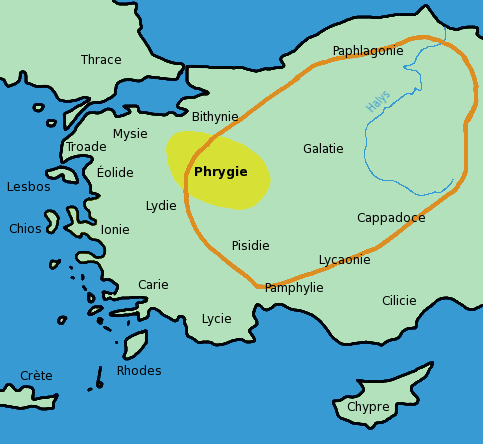
Emplacement approximatif de la région traditionnelle de Phrygie en Asie Mineure (jaune) et expansion maximale du royaume phrygien (orange).

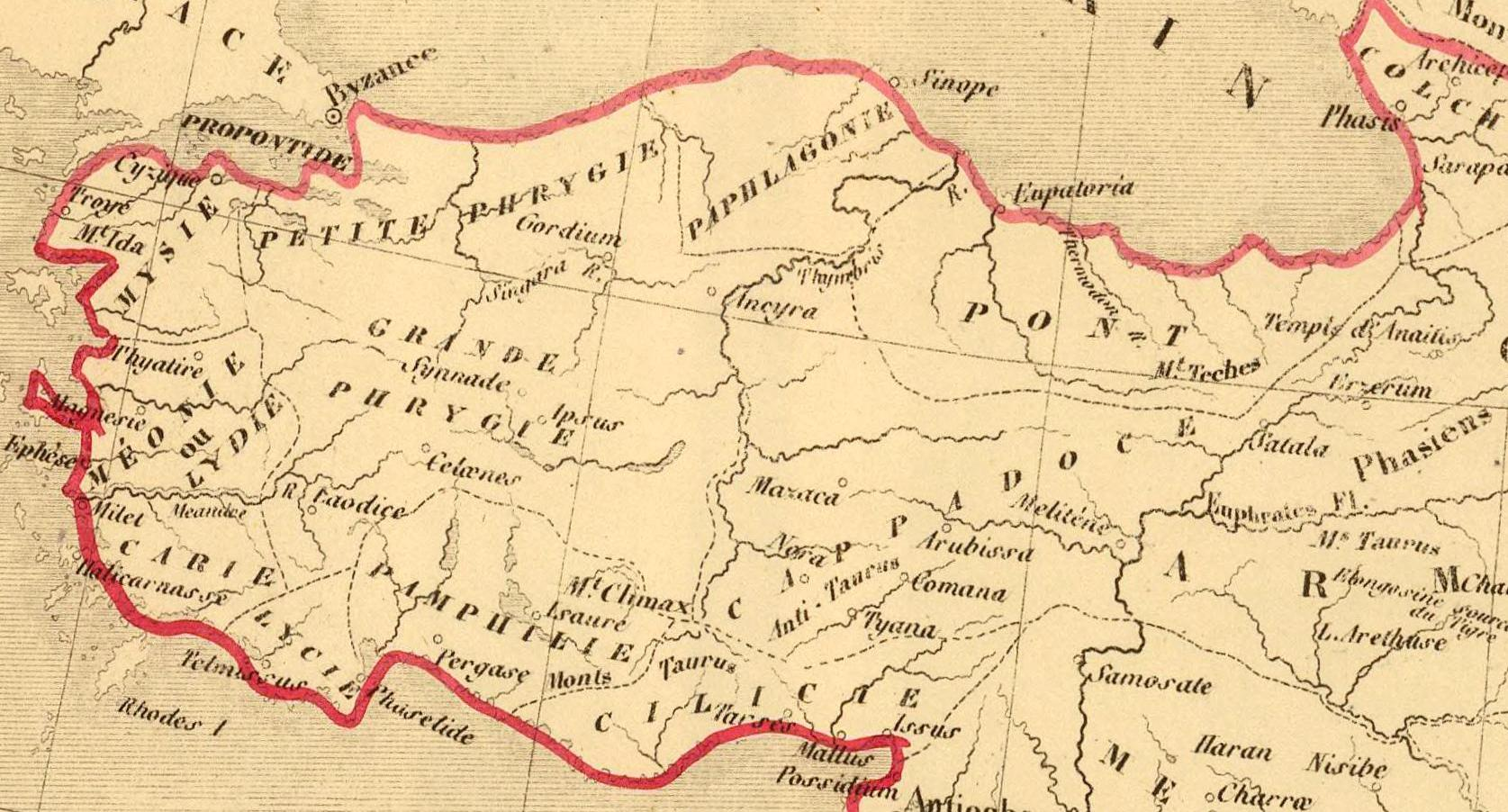
L'Asie Mineure au temps des Diadoques.

La Phrygie (du grec ancien : Φρυγία / Phrugía) est un ancien pays d’Asie Mineure, situé entre la Lydie et la Cappadoce, sur la partie occidentale du plateau anatolien (actuelle Turquie). Selon Hérodote, les Phrygiens avaient au début le nom de Briges (ou Bryges) et auraient vécu d'abord en Illyrie et en Macédoine, puis ils seraient passés en Thrace, avant de migrer, via l'Hellespont, un peu avant la guerre de Troie, pour s'établir dans cette ville, en Asie Mineure. Si Hérodote a raison, il est possible que les Phrygiens aient fait partie des Peuples de la mer.

## Histoire

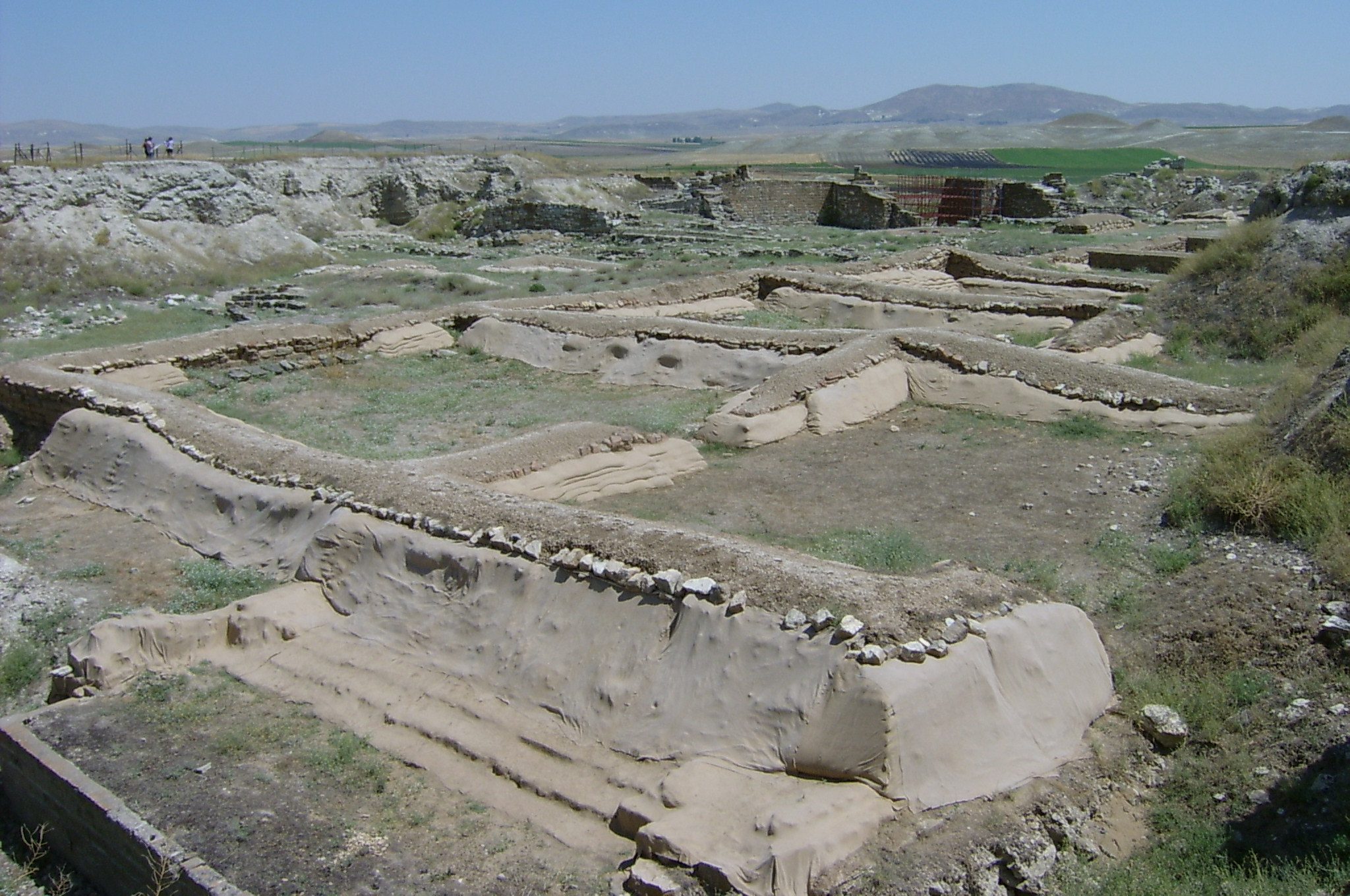
Site de Gordion, capitale de la Phrygie.

Bryges, les Phrygiens européens

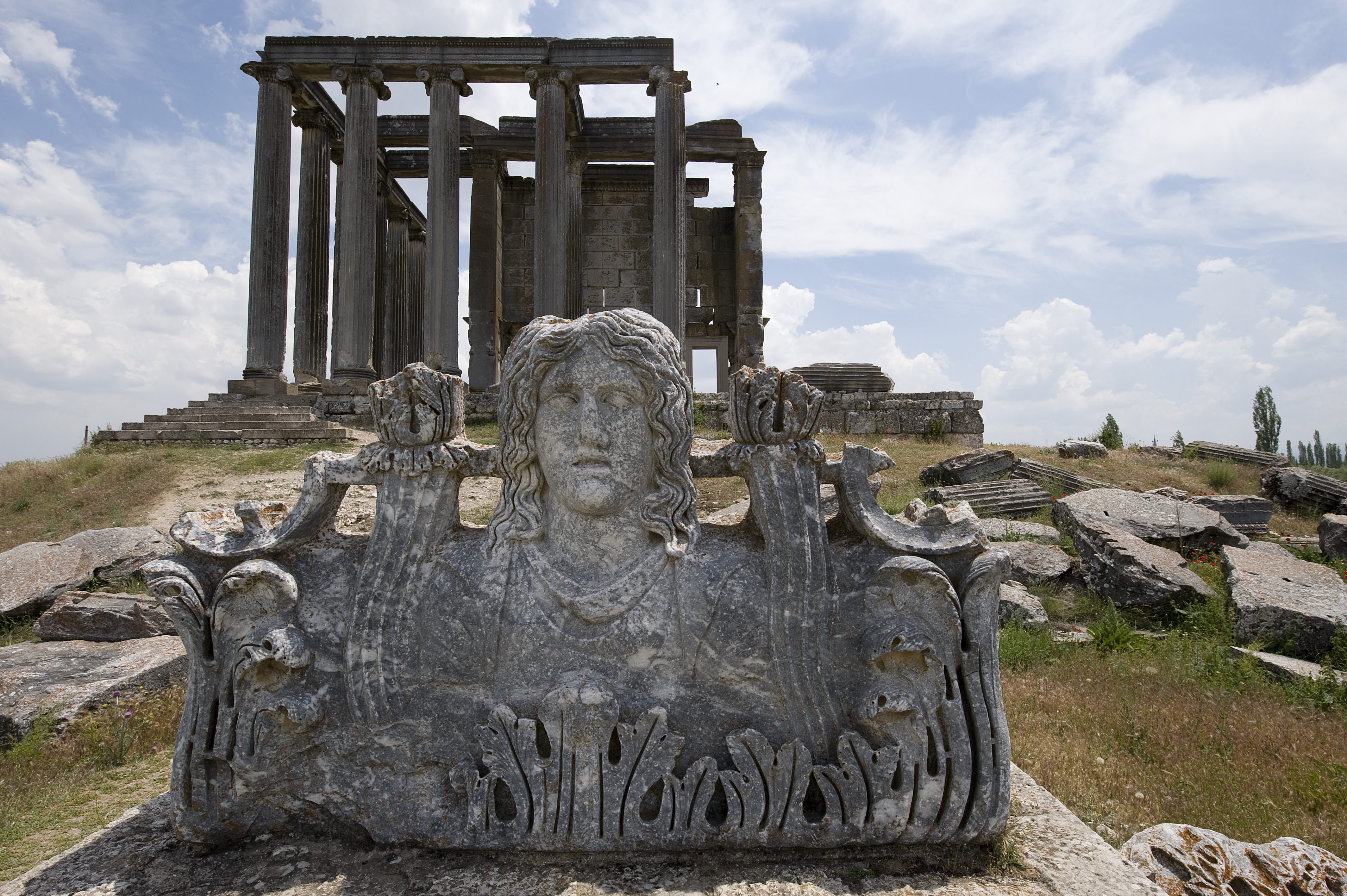
Temple de Zeus dans l'ancienne ville d'Aizanoi (Phrygie). Site du patrimoine mondial de l'UNESCO

Les Phrygiens sont un peuple de langue indo-européenne venu de Thrace ou du nord de la Grèce.
Selon Hérodote, au second millénaire avant notre ère, ils étaient voisins des Macédoniens, et ont changé le nom de leur peuple, « Bryges », quand ils ont  migré en Anatolie. Ils ont occupé vers 1200 av. J.-C. la partie centrale et occidentale de l'Asie Mineure, profitant de l'effondrement de l'Empire hittite.
À la suite de l'effondrement du Royaume hittite vers 1180/1170 av. J.-C., un royaume de Phrygie se forma. À l'origine petit royaume à majorité paysanne du nord-ouest de l'Anatolie, la Phrygie devint rapidement l'un des États les plus puissants de cette région du monde antique jusqu'à l'époque des invasions cimmériennes au début du VIIe siècle av. J.-C. Selon la légende, à l'époque archaïque (après la guerre de Troie), le plus grand roi phrygien fut Gordias, un paysan qui aurait reçu le trône à la suite d'un oracle. Il fonda la capitale, Gordion (actuellement Yassihüyük/Polatlı). Sans enfant, il adopte Midas. Dionysos lui accorde un vœu, après que Midas eut recueilli Silène, alors qu'il était ivre, ce qui lui donna le pouvoir de transformer tout ce qu'il touche en or. Par la suite, les rois phrygiens portent alternativement les noms de Gordias et Midas. Certaines légendes font également de Tantale un roi phrygien.
Le royaume phrygien domine l'Asie Mineure, depuis la chute des Hittites jusqu'aux invasions cimmériennes de la fin du VIIIe siècle av. J.-C. / début du VIIe siècle. En 696 av. J.-C., Gordion tombe. L'hégémonie passe alors à la Lydie. La Phrygie passe ensuite sous domination perse en 546 av. J.-C., lors de la conquête de Cyrus II, et devient une satrapie sous Darius, avec pour capitale Dascylion. La route royale des Achéménides, qui relie Sardes à Suse, traverse la Phrygie via Gordion.
En 333 av. J.-C., Alexandre le Grand passe par Gordion et, dans le sanctuaire de Zeus, tranche le fameux nœud gordien. La Phrygie se retrouve englobée dans son Empire, et Antigone le Borgne en devient le satrape. À la mort du conquérant, ses diadoques se disputent la Phrygie, qui revient finalement aux Séleucides. Vers 275 av. J.-C., après la Grande Expédition, sa partie orientale est envahie par des tribus celtes (Galates en grec) et la région sera rebaptisée « Galatie ». En 188 av. J.-C., les Romains, vainqueurs des Séleucides dans la Guerre antiochique, donnent la Phrygie au royaume de Pergame.
En 103 av. J.-C., la Phrygie devient une partie de la province romaine d'Asie : c'en est définitivement fini du royaume phrygien, mais le nom est ensuite utilisé de temps à autre sous l'Empire romain d'orient dit byzantin. En particulier, au IVe siècle la Phrygie est scindée en deux provinces : 
- la Phrygie Salutaire à l'est, avec pour capitale Synnada
- la Phrygie Pacatienne, à l'ouest, avec pour capitale Laodicée.

À la suite de la bataille de Manzikert, en 1071, le centre de l'Anatolie est conquis par les Turcs seldjoukides menés par Alp Arslan, qui vainc l'empereur byzantin Romain IV Diogène. La Phrygie devient alors une frontière entre l'Empire et le sultanat turc des Seldjoukides établis à Iconium. Les deux puissances, chrétienne et musulmane, se disputent le pays, traversé de surcroît par les croisés venus d'Europe, qui, à partir de 1099, ravagent la Phrygie, pillant sans distinction chrétiens et musulmans. L'agriculture périclite, le pays se dépeuple.
En 1299, Osman Gazi, bey, vassal du sultan seldjoukide et installé en Phrygie à la frontière byzantine, se déclare indépendant et se fait proclamer sultan, sous le nom d'Osman Ier, fondant ainsi la dynastie ottomane. Celle-ci s'empare progressivement des autres beylicats, issus de la fragmentation des possessions seldjoukides. Dans les siècles qui suivent, la population phrygienne se convertit progressivement à l'islam, pour ne plus payer le haraç (capitation sur les non-musulmans) et pour ne plus subir le devchirmé (enlèvement des garçons pour le corps des janissaires). Mosquées et caravansérails se multiplient dans le pays, désormais turc.

## Culture

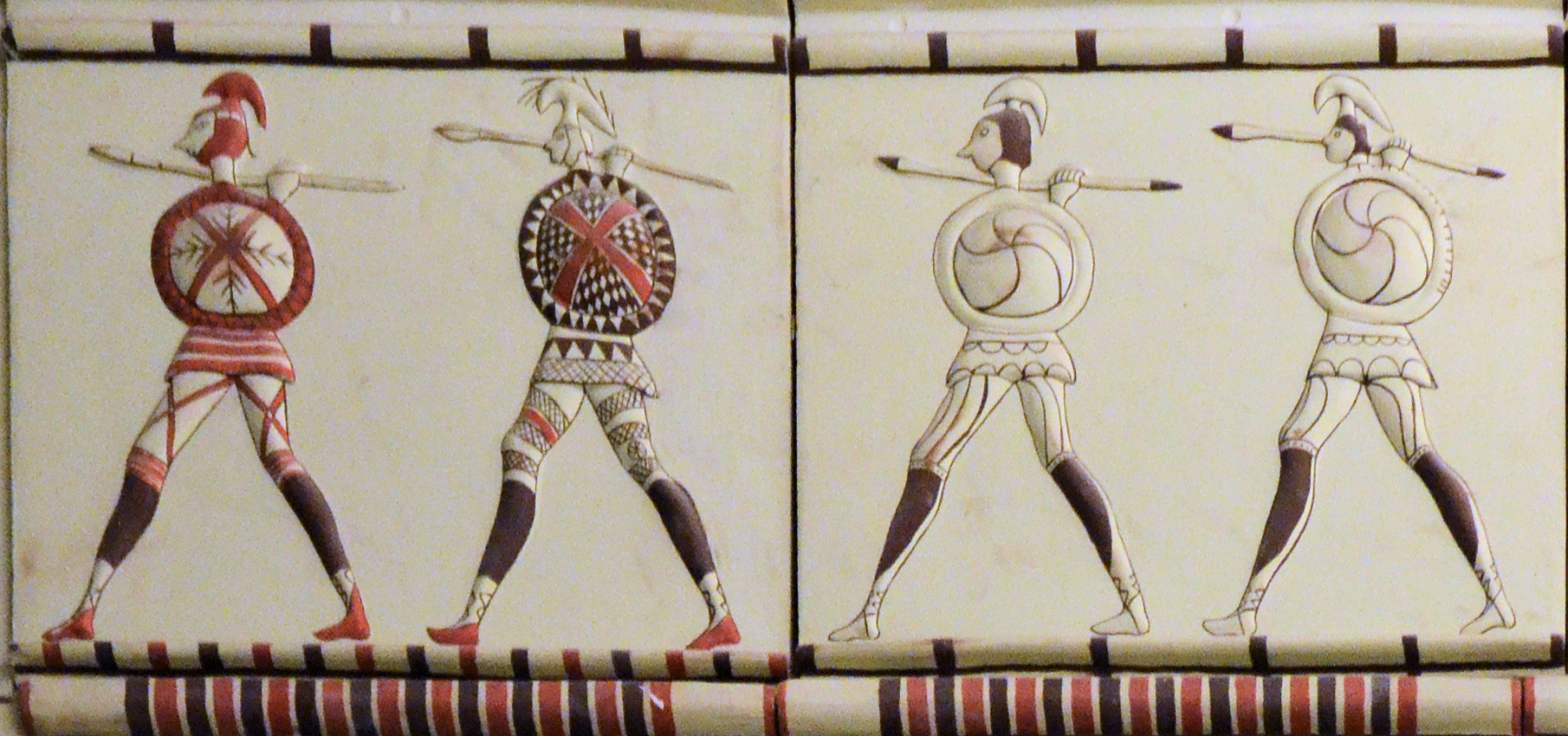
Soldats phrygiens. Détail d'une reconstruction d'un bâtiment phrygien à Pazarlı, Çorum, Turquie,

La langue phrygienne est une langue indo-européenne dont la classification n'est pas certaine, elle serait peut-être en relation avec le grec, ou bien avec la langue thrace. La culture phrygienne a beaucoup influencé la culture grecque[réf. nécessaire]. Elle est très développée à l'âge du bronze, notamment dans le domaine de la musique. Midas est supposé avoir été l'élève d'Orphée. Le roi, après avoir été dégoûté de l'or par son aventure avec Dionysos, part vivre dans la forêt et assiste à un concours entre Apollon et le dieu Pan (à qui on attribue l'invention de la flûte de Pan, la syrinx). Le vieux Tmolos, esprit de la montagne, est le juge de ce concours. Il déclare Apollon vainqueur et Midas, mécontent du résultat, le dit haut et fort. Apollon, furieux de son audace, transforme les oreilles de ce roi en celles d'un âne.
La grande déesse phrygienne est Cybèle, la « grande-mère », qui selon la mythologie grecque, initie Dionysos à ses mystères. Les Phrygiens vénèrent aussi Sabazios, identifié ensuite par les Grecs à Zeus et à Dionysos.
Le nom originel des Phrygiens lorsqu'ils étaient en Illyrie, Bryges, peut être éventuellement rapproché de la racine celtique : brigos (briga, « colline », « mont », « forteresse »), plusieurs peuples celtes portant un nom contenant cette racine (Ségobriges, Allobroges, Brigantes...).
Pâris, fils de Priam, est réputé être phrygien, ce que montre sa représentation habituelle, portant le célèbre bonnet du même nom, qui fut ensuite repris, au XVIIIe siècle par les révolutionnaires français pour sa ressemblance avec le pileus (bonnet de forme proche), porté par les esclaves affranchis par l'Empire Romain en signe de liberté. Le bonnet phrygien fut également le symbole de la liberté pour les Américains lors de la guerre d'indépendance. Les Patriotes de la rébellion de 1837-39 du Bas-Canada ont aussi utilisé ce symbole.

## Phrygie chrétienne

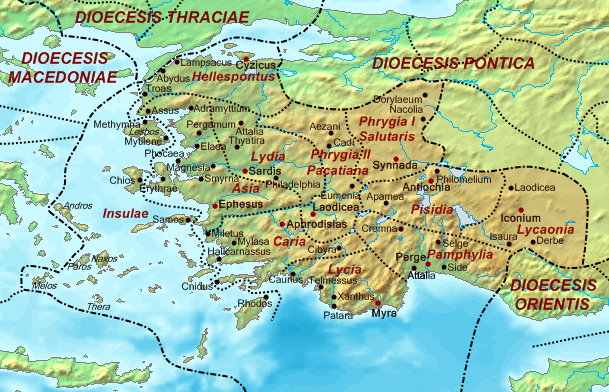
Diocèse d'Asie vers 400.

La Phrygie a fait partie des régions du monde gréco-romain les plus rapidement évangélisées. En effet, des Phrygiens étaient présents à Jérusalem lors de la Pentecôte (Ac 2, 10), Paul et Silas voyagèrent en Phrygie (Ac 16, 6), où ils laissèrent une communauté chrétienne à Colosses, à qui Paul écrira une lettre (lettre aux Colossiens).
L'hérésie montaniste, qui est apparue au IIe siècle, a eu de nombreux adeptes dans la région, au point que les orthodoxes la nomment « hérésie phrygienne ».

### Anciens sièges épiscopaux
Cette liste des anciens sièges épiscopaux de Phrygie est issue de l'Annuaire Pontifical, où ils sont actuellement répertoriés comme sièges titulaires.

#### province de Phrygie pacatienne I
- Akmoneia (Acmonia)
- Alia
- Appia
- Aristium
- Attanasus
- Bria
- Ceretapa
- Colossae (Colosses)
- Dioclea
- Eluza
- Eumenia
- Ipsus (Ipsos)
- Laodicea in Phrygia (Laodicée du Licos), siège métropolitain
- Lunda
- Pelte
- Sanavus
- Sebaste in Phrygia, aujourd'hui Sivaslı
- Siblia
- Temenothyrae
- Themisonium
- Traianopolis in Phrygia
- Trapezopolis
- Valentia

#### Province de Phrygie pacatienne II
- Aezani
- Ancyra Ferrea
- Attuda
- Cadi
- Cidyessus
- Dionysiopolis
- Hierapolis in Phrygia, siège métropolitain
- Mossyna
- Phoba
- Synaus
- Tiberiopolis

#### Province de Phrygie pacatienne III
- Cone
- Cotyaeum, siège métropolitain, actuelle Kütahya
- Stectorium

#### Province de Phrygie salutaire I
- Amadassa
- Amorium
- Augustopolis in Phrygia
- Aurocla
- Bruzus
- Cinnaborium
- Daphnutium
- Dorylaeum (Dorylée)
- Eukarpia
- Hieropolis
- Lycaonia
- Lysias
- Merus
- Midaëum
- Otrus
- Phytea
- Prymnessus
- Sibidunda
- Synnada in Phrygia, siège métropolitain

#### Province de Phrygie salutaire II
- Claneus
- Docimium
- Philomelium
- Polybotos

#### Antiquité romaine
- Province romaine, Gouverneur romain,
- Liste de voies romaines,
- Antiquité tardive, Notitia dignitatum,
- Liste des diocèses de l'Empire romain tardif, Liste des provinces du Bas-Empire
- Montanisme, de Montanus de Phrygie